# 1119
1119 (MCXIX) a fost un an obișnuit al calendarului iulian.

## Evenimente
- 2 februarie: Noul papă, Calixt al II-lea, este ales de către cei șase cardinali care l-au însoțit pe fostul papă, Gelasius al II-lea, în exil; alegerea este ratificată la Roma.
- 25 februarie: Aragonezii și navarrezii recuperează Tudela de la mauri.
- 28 iunie: Bătălia de la Ager sanguinis ("Câmpul sângelui"): conducătorul din Alep, Ilghazi, distruge armata cruciată a principelui de Antiohia; principele Roger de Salerno cade în luptă, regența Antiohiei fiind preluată de regele Balduin al II-lea al Ierusalimului.
- 8 iulie: Deschiderea conciliul de la Toulouse, prezidat de papa Calixt al II-lea: este condamnat maniheismul.
- 14 august: Bătălia de la Hab. Cruciații regelui Balduin al II-lea al Ierusalimului înfrâng armata lui Ilghazi, emirul de Alep, salvând astfel Antiohia.
- 20 august: Bătălia de la Bremule. Regele Henric I Beauclerc al Angliei administrează o severă înfrângere lui Ludovic al VI-lea al Franței, care dorea să doneze Normandia lui Guillaume Clito.
- 19 septembrie: Puternic cutremur de pământ în Gloucestershire și Warwickshire, în Anglia.
- 20-30 octombrie: Conciliul de la Reims, prezidat de papa Calixt al II-lea; se caută o rezolvare pentru problema învestiturilor; regele Ludovic al VI-lea al Franței este prezent.
- 11 noiembrie: Întâlnirea de la Gisort dintre papa Calixt al II-lea și regele Henric I Beauclerc al Angliei, care refuză să accepte decretul de la Reims cu privire la chestiunea învestiturii, nedorind să îl confirme pe noul arhiepiscop de York.

### Nedatate
- Expediție a împăratului Ioan al II-lea al Bizanțului împpotriva selgiucizilor; bizantinii ocupă Laodicea și încep recucerirea coastelor Ciliciei de la selgiucizi.
- Începe primul război dintre orașele Pisa și Genova pentru stăpânirea asupra Corsicăi și Sardiniei.
- Într-o scrisoare către papa Calixt al II-lea, regele Ludovic nu mai folosește formula de "rege al francilor", ci pe cea de "rege al Franței".
- Regele Boleslav al III-lea al Poloniei anexează Pomerania orientală.
- Tentativă de asasinare a împăratului bizantin Ioan al II-lea Comnen, pusă la cale de sora sa, Anna Comnena, care plănuia urcarea pe tron a soțului ei, Nikephor Bryennius; complotul eșuează, iar Anna Comnena este închisă într-o mănăstire.

## Arte, Știință, Literatură și Filozofie
- Autorul chinez Zhu Yu publică lucrarea "Pingzhou", referitoare la construcția de nave.
- Se construiește catedrala Sfântul Gheorghe din Novgorod.
- Se construiește necropola conților de Flandra în abația Saint-Bertin.

## Înscăunări
- 2 februarie: Calixt al II-lea (n. Gui de Vienne), papă (1119-1124).
- 17 iulie: Carol "cel Bun", conte de Flandra (1119-1127).

## Nașteri
- 7 iulie: Sutoku, împărat al Japoniei (d. 1164)
- 21 decembrie: Thomas Beckett, cancelar al Angliei și episcop de Canterbury (d. 1170)
- Matthias I, duce de Lorena (d. 1176)

## Decese
- 24 ianuarie: Papa Gelasius al II-lea (n. Giovanni Coniulo  (n.c. 1060)
- 28 iunie: Roger de Salerno, principe de Antiohia (n. ?)
- 17 iulie: Balduin al VII-lea, conte de Flandra (n. ?)
- 13 octombrie: Alain al IV-lea, duce de Bretagne (n. ?)
- Henric, ducele Lorenei Inferioare (n. 1059).